# Soan-myeon
Soan-myeon (koreanska: 소안면) är en socken i den sydvästra delen av Sydkorea, 380 km söder om huvudstaden Seoul. Den ligger i kommunen Wando-gun i provinsen Södra Jeolla.  Soan-myeon består av huvudön Soando, tre bebodda småöar med totalt 216 invånare (2020) och 12 obebodda småöar.